# MTN Cameroun
MTN Cameroun est la filiale camerounaise de télécommunications de la multinationale sud-africaine MTN.

## Histoire
Elle est née le 15 février 2000, du rachat par le groupe sud-africain MTN de la licence de Camtel Mobile. Son capital de 200 000 000 FCFA est détenu à 70 % par MTN International et à 30 % par la société camerounaise Broadband Telecom.
En mars 2015, MTN Cameroun obtient la licence 3G/4G.
En 2015, une convention est signée par six banques au Cameroun pour octroyer un prêt de 60 milliards de francs CFA à MTN Cameroun. Remboursable sur cinq ans, ce prêt vise au renforcement du réseau 3G de la société.
En 2018, MTN remporte l'édition 2015 des « 21 days of Y'ello Care » organisée par la maison mère pour récompenser l'engagement social des employés des entreprises MTN.
En février 2019, un nouveau directeur général est nommé, le Néerlandais Hendrik Kasteel.
En mai 2019 l'entreprise revendique 8,7 millions d'abonnés au Cameroun. Elle finit par franchir la barre des 11 millions d'abonnés et porte son nombre d'abonnés à 11 millions 99 mille 576 abonnés en décembre 2021. Puis la barre des 12 millions d'abonnés en 2023.
En juillet 2019, l’Agence de régulation des télécommunications (ART) sanctionne MTN, Orange et Nexttel, qui devront payer une amende globale de 3,5 milliards de francs CFA (environ 5,3 millions d’euros). Il leur est reproché des « manquements dans l’application de la réglementation sur l’identification des abonnés et des terminaux ».
Elle annonce le 28 février 2023 avoir traversé la barre des de 5 millions client sur son service mobile money.
Lors de la conférence du 6 mars 2023, MTN Cameroun dévoile avoir atteint les 2 millions d'abonnés sur son application de communication Ayoba.

## Palmarès
MTN Cameroun occupe la 5e place nationale et la 268e place en Afrique selon le classement 2022 de jeune Afrique après avoir occupé la 319e place en 2021.